# SAE J2954

Esquema de blocs de la càrrega sense fils

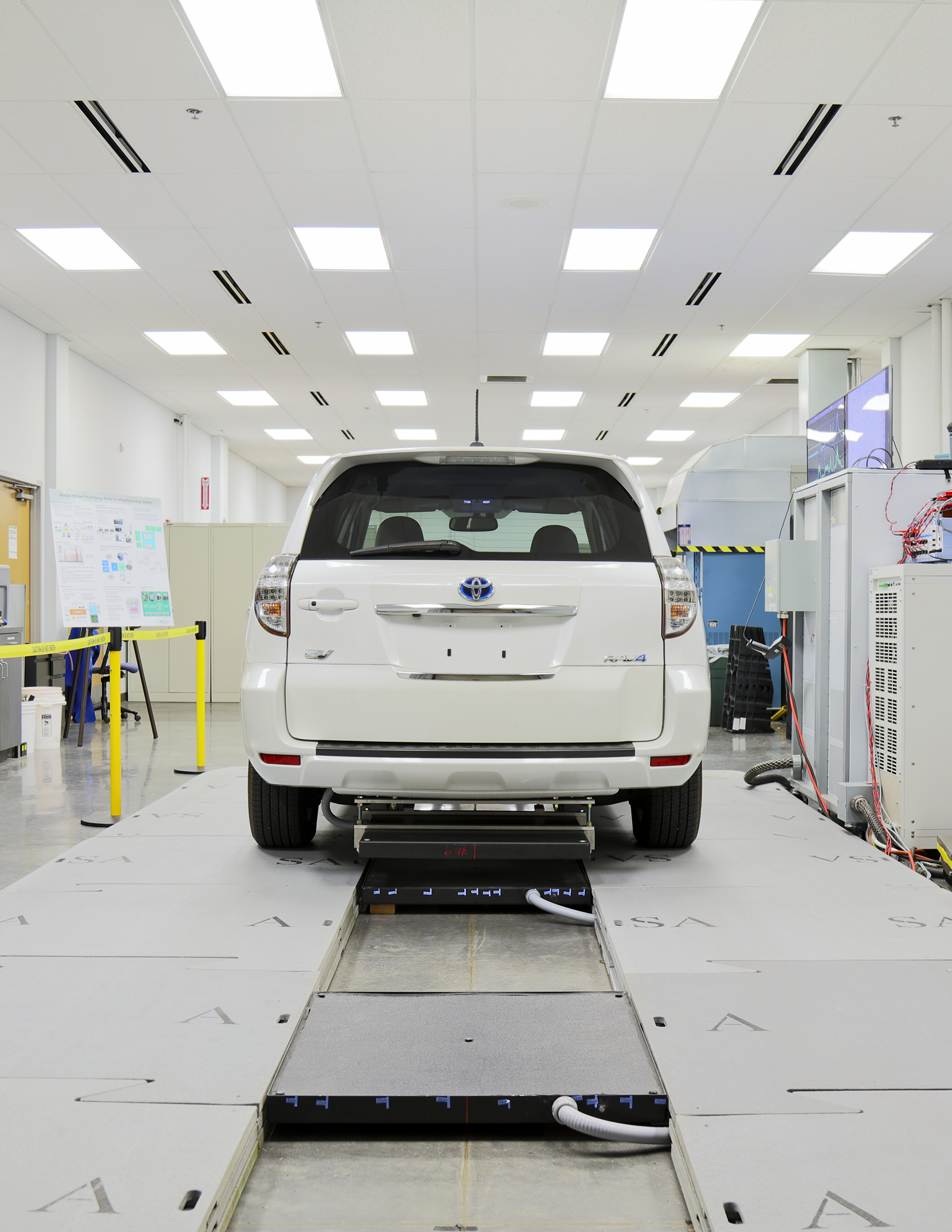
Exemple en un automòbil

SAE J2954 és un estàndard per a la transferència d'energia sense fil (WPT) per a vehicles elèctrics liderat per SAE International. Defineix tres classes de velocitat de càrrega, WPT 1, 2 i 3, amb un màxim de 3,7 kW, 7,7 kW i 11 kW, respectivament. Això fa que sigui comparable als estàndards de càrrega per cable de velocitat mitjana com el sistema comú SAE J1772. S'està definint un WPT9 molt més potent a J2954/2 per a 500 kW per a vehicles pesants que tenen l'espai necessari per a muntar la placa d'inducció més gran.
El sistema funciona seguint principis similars a la càrrega inductiva, però utilitza el concepte d'acoblament inductiu ressonant amb una eficiència demostrada al voltant del 85%. Això fa que sigui semblant als carregadors per cable, on la major eficiència teòrica es compensa una mica pels sistemes d'aïllament necessaris que impedeixen la retroalimentació d'alt corrent, sistemes que el J2954 amb buit d'aire no requereix. Els millors carregadors de velocitat mitjana de la seva classe són al voltant del 94%.
El desenvolupament del concepte de transferència de ressonància subjacent va ser desenvolupat per Marin Soljačić a l'Institut Tecnològic de Massachusetts (MIT) i després es va escindir com a WiTricity el 2007. WiTricity ha liderat els esforços d'estandardització de SAE, que van començar el 2012 i s'han sotmès a dues reversions fins al 2019. L'estàndard final es va publicar el 2020. WiTricity prediu que els carregadors J2954 estaran disponibles com a una funcionalitat addicional a partir del 2022.
| Classes | Voltatge | Corrent de pic | Potència |
| ------- | -------- | -------------- | -------- |
| 1       | ?        | ?              | 3.7 kW   |
| 2       | ?        | ?              | 7.7 KW   |
| 3       | ?        | ?              | 11 kW    |
| 9       | ?        | ?              | 500 kW   |